# Hr.Ms. K VI (1921)
De Hr.Ms. K VI was een Nederlandse onderzeeboot van de K V-klasse. De boot is in opdracht van het Nederlandse ministerie van Koloniën gebouwd door de Rotterdamse scheepswerf Fijenoord. Op 27 oktober 1921 vertrok de K VI uit de haven van Den Helder naar Nederlands-Indië. De overtocht naar Nederlands-Indië maakte de K VI onder commando van J.J. van der Have en zonder begeleiding. De tocht bracht de boot in de havens van Port Said, Suez en Sabang. Op 31 januari 1922 kwam de K VI in Soerabaja aan. Tot 1935 patrouilleerde de K VI actief de kustwateren van Nederlands-Indië, pas in 1937 werd K VI officieel uit dienst genomen.